# CBS Studios
CBS Studios is een Amerikaans televisieproductie- en distributiebedrijf, gelanceerd in 1968. Van oorsprong is het een voortzetting van Desilu Productions en door zijn bestaan heen heeft het meerdere namen gehad. He bedrijf, in zijn huidige vorm, kwam tot stand na Viacom's (Paramount) overname van CBS Corporation. Hoewel de bedrijven in 1999 samen gingen duurde het tot 2004 voor de productie takken gefuseerd werden. Toen het bedrijf in 2006 weer splitste in CBS Corporation (het voormalige Viacom) en Viacom (een nieuw bedrijf) eigendom van CBS.

## Voormalige namen
- CBS Television Studios (2009-2020)
- CBS Paramount Television/CBS Paramount Network Television (2004–2009)
- Paramount Television Group (1967–2006)
- Desilu Productions, Inc. (1951–1967)
- CBS Productions (1952–2006, 2008–nu, dochterbedrijf)
- Viacom Productions (1974-2004)
- Spelling Television (1969-2006)
- Taft Entertainment Television (???-1988)
- Big Ticket Entertainment (1994-2006)